# Christine Angot
Christine Angot (7 de febrero de 1959) es una escritora francesa, novelista y dramaturga.

## Biografía
Nacida como Pierrette Marie-Clotilde Schwartz (Schwartz es el apellido de su madre) en Châteauroux, Indre. Quizá es más conocida por su novela publicada en 1999 L'Inceste que narra un incesto por parte de su padre. Este tema es recurrente ya que aparece en varios de sus libros anteriores.
Ha ganado numerosos premios, entre ellos el prestigioso Premio Médicis en 2021 con la novela Le Voyage dans l’Est.
Es miembro de la Academia Goncourt desde el 28 de febrero de 2023.

## Novelas
- Vu du ciel (1990)
- Not to be (1991)
- Léonore, toujours (1994)
- Interview (1995)
- Les Autres (1997)
- Sujet Angot (1998)
- L'Inceste (1999)
- Quitter la ville (2000)
- Normalement suivi de La Peur du lendemain (2001)
- Pourquoi le Brésil ? (2002)
- Peau d'âne (2003)
- Les Désaxés (2004)
- Une partie du cœur (2004)
- Rendez-vous (2006)
- Othoniel (2006)
- Le marché des amants (2008)
- Les Petits (2011)
- Une semaine de vacances (2012) 
  - Publicado en castellano como Una semana de vacaciones por Anagrama en 2014.
- La Petite Foule (2014)
- Un amour impossible (2015) 
  - Publicado en castellano como Un amor imposible por Anagrama en 2017.
- Un tournant de la vie (2018)
- Le Voyage dans l'Est (2021) - Premio Médicis y Premio Les Inrockuptibles
  - Publicado en castellano como Viaje al este por Anagrama en 2022.
- La Nuit sur commande (2025)

## Teatro
- L'Usage de la vie (incluye Corps plongés dans un liquide, Même si y Nouvelle vague (1998)
- L'Usage de la vie, Mille et une nuits (1999)